# Оникіївка
Оникі́ївка — село в Україні, у Прилуцькому районі Чернігівської області. Населення становить 74 особи. Входить до складу Сухополов'янської сільської громади.

## Географія
Селом протікає річка Вільшанка, права притока Смоша.

## Населення

### Мова
Розподіл населення за рідною мовою за даними перепису 2001 року:
| Мова       | Кількість | Відсоток |
| ---------- | --------- | -------- |
| українська | 74        | 100%     |

## Історія
Село було приписане до Різдва Богородиці церкви у Ряшках.
За даними на 1800 рік в "деревне Оникіївка" проживало 112 податкових душ.
Найдавніше знаходження на мапах  — 1826-1840 рік як Ониківка.
У 1862 році в селі володарському Оникі́ївка було 53 двори, де жило 277 осіб.
У 1911 році в селі Аникі́ївка була школа грамоти та жило 295 осіб.
До 2019 року орган місцевого самоврядування — Ряшківська сільська рада.